# آدریانو دومینگس
آدریانو دومینگِس (اسپانیایی: Adriano Domínguez‎؛ ‏ ۴ ژانویهٔ ۱۹۲۰ – ۹ مهٔ ۲۰۰۸) بازیگر اهل اسپانیا بود.
از فیلم‌ها یا برنامه‌های تلویزیونی که وی در آن نقش داشته است، می‌توان به آوای بلوز مرگ، میگل د سروانتس، قصه‌های تلویزیون، غول رودس، گوهرفروشان مهتاب، تریستانا، عمو هیاتیانت، بازگشت طولانی و دو مسیر اشاره کرد.